# جواو مورايس
جواو مورايس (بالبرتغالية: João Morais‏) (6 مارس 1935 في البرتغال - 27 أبريل 2010 في البرتغال) هو لاعب كرة قدم برتغالي في مركز الوسط، شارك في كأس العالم 1966. وشارك مع منتخب البرتغال لكرة القدم. أما مع النوادي، فقد لعب مع سبورتينغ لشبونة ونادي باسوش دي فيريرا ونادي ريو أفي وS.C.U. Torreense ‏ وCaldas S.C. ‏.

## وصلات خارجية
- جواو مورايس على موقع ناشيونال فوتبول تيمز (الإنجليزية)
- جواو مورايس على موقع عالم كرة القدم.نت (الإنجليزية)